# Grad Kozjak
Grad Kozjak (nemško Kosieck) je bil grad, od katerega so danes vidne le še ruševine na vrhu skalne kope nad vasjo Dolenje Selce pri Dobrniču na Dolenjskem.

## Zgodovina
Grad je bil pozidan po letu 1250, omenjen pa je šele leta 1332 kot castrum Cozyak. Poslopje je bilo dom vitezov Kozjaških, ki so prvič omenjeni v 13. stoletju. Janez Vajkard Valvasor je v svojih zapisih navajal, da je bil že leta 1274 lastnik gradu vitez Ulrik Kozjaški. Sprva je posest sodila v šumberško gospostvo, nato so goriški grofje dali pozidati grad, s čimer se je kozjaška gospoščina izločila iz Šumberka. Po smrti Ulrika Kozjaškega je postal lastnik gradu Ortolf Kozjaški, ki je bil lastnik med letoma 1317 in 1329.
Zadnji lastnik gradu naj bi bil po Valvasorju Ludvik Kozjaški, ki so ga leta 1475 ujeli Turki. Kljub temu, da ga je družina že čez eno leto odkupila od Turkov za 2000 goldinarjev, naj bi Ludvik kmalu po vrnitvi umrl. Pred izpustitvijo naj bi ga namreč Turki zastrupili. 
Po izumrtju Kozjaških so grad podedovali njihovi sorodniki Sauerji. Prvi znani lastnik iz te rodbine je Pankracij Sauer, ki je bil lastnik med letoma 1540 in 1550, med letoma 1555 in 1556 je znan lastnik njegov sin Jurij Sauer, leta 1576 Jošt Sauer, leta 1588 Jošt in Jurij Sauer, med letoma 1594 in 1599 je bil lastnik Janez Ludvik Sauer. Od zadnjega lastnika iz rodbine Sauer, Franca Sauerja je leta 1611 grad odkupil njegov svak Janez Friderik pl. Ravbar in ga leta 1619 izročil svojemu bratu Janezu Ludviku Ravbar.
Okoli leta 1689 je Kozjak odkupil knez Franc Ferdinand Auersperg, ki je gospoščino združil s Šumberkom. Grad so delno opustili konec 17. stoletja in je začel propadati. Najverjetneje je bil grad v celoti opuščen šele v začetku 19. stoletja, po drugi svetovni vojni pa je Ivan Komelj grad opisal le še kot popolnoma zaraščen kup kamenja.
Danes je ohranjeno le še nekaj obzidja ter osrednjega poslopja. Zelo vidni so ostanki sob, in pa temelji stolpov.

## Arhitektura
Prva znana upodobitev gradu je tista iz Slave vojvodine Kranjske. Valvasor je grad upodobil kot dvonadstropno stolpasto stavbo, ki je imela pravokotni tloris ter večji prizidek na južni strani. Na vzhodni steni je bil viden poudarjen, na konzole oprt pomol. Grad je obdajalo zunanje obzidje s tremi stolpi.

## Kozjak in Josip Jurčič
Grad Kozjak je omenjen tudi v povesti Jurij Kozjak, ki jo je napisal Josip Jurčič. V njem so opisani življenje graščakov, turški vpadi in okolica gradu Kozjak.